# Аргентино-французькі відносини
Аргентино-французькі відносини - це зовнішні відносини між Аргентиною та Францією. Обидві держави є членами G-20.
Аргентина стала незалежною нацією під час конфлікту між Францією та Іспанією. Аргентина до того часу була іспанською територією, як віце-реал Ріо-де-ла-Плата, і, таким чином, воювала з Францією, але війна ніколи не залишала Європу, і віце-реал ніколи не нападав безпосередньо французькими арміями. Напад Франції на Іспанію опосередковано розпочав аргентинську війну за незалежність. Франція визнала Аргентину незалежною нацією наприкінці 1830 р.
Франція здійснила спробу французької блокади Ріо-де-ла-Плата під час війни за Конфедерацію, намагаючись усунути від влади Хуана Мануеля де Росаса. Блокада тривала ще кілька років після поразки Перу-Болівійської конфедерації Аргентини та Чилі.

## Історія

### 19 століття

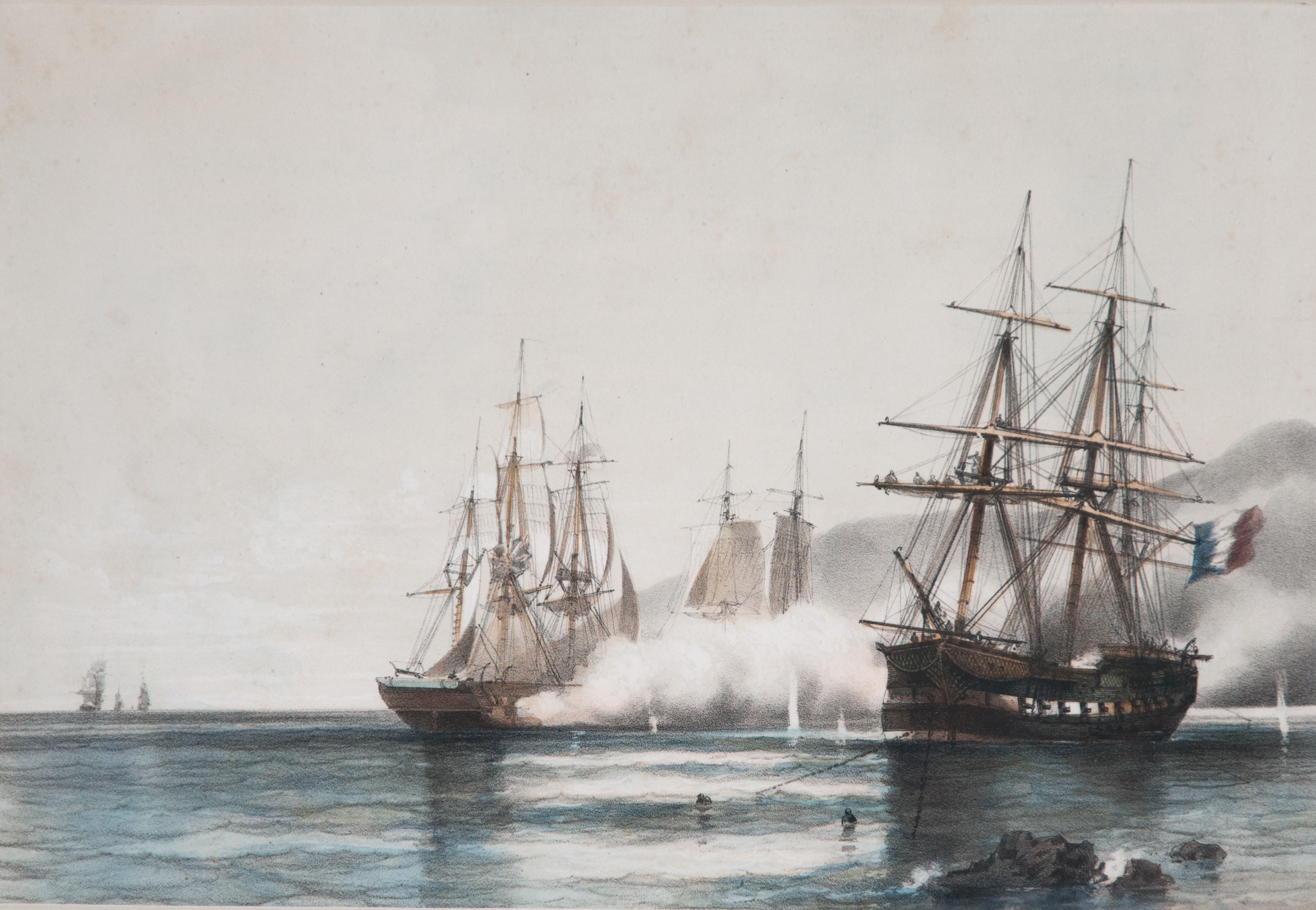
Битва при Вуельті де Облігадо.

Відносини Франції та Аргентини кореняться в незалежності цієї країни, проголошеній 9 липня 1816 р. На Тукуманському конгресі, французькі політичні ідеали Просвітництва надихали рух, народжений в Буенос-Айресі 25 травня 1810 року. Пізніше в тому ж столітті зв'язки між двома країнами зміцнюються припливом французів до Аргентини, який приваблює майже 250 000 людей між 1880 та 1910 роками, переважно мігрантів з Басків, Беарну та Аверонези. У той же час, Франція є моделлю Аргентини для її впровадження у багатьох сферах, зокрема, у галузі права (вплив Цивільного кодексу), освіти, коледжу, науки та медицини.
Історія Аргентини тісно пов'язана з історією Франції від її заснування: визвольник Жозе де Сан Мартін прожив довший період у Франції, ніж в Аргентині, і провів багато років у вигнанні в Парижі та Паризькому регіоні (Гранд Бург) перед тим, як закінчити свої дні в Булонь-сюр-Мер, де він помер 17 серпня 1850 року.

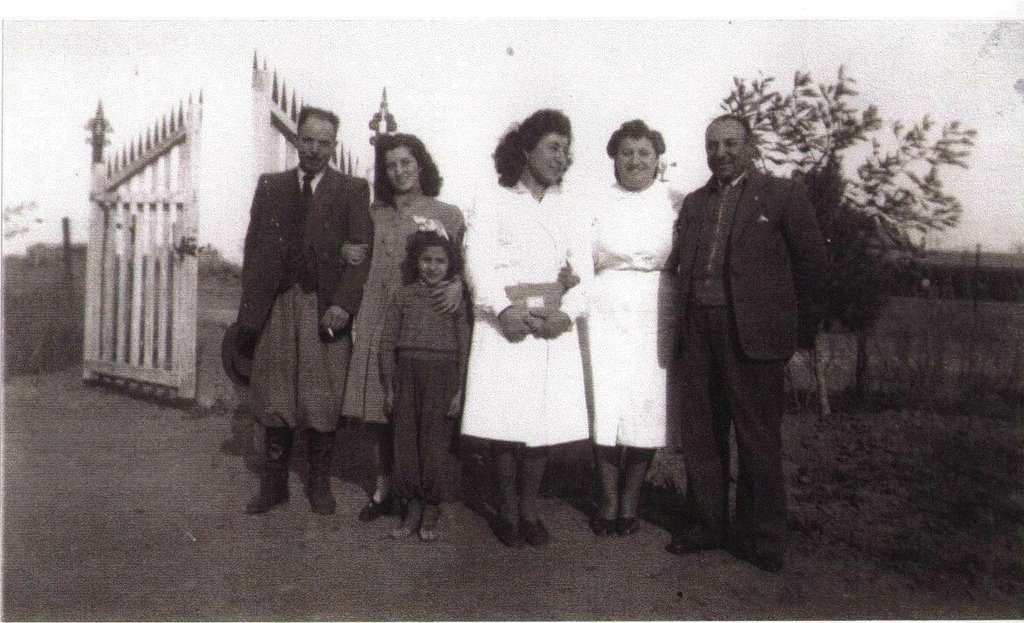
Французькі іммігранти в Bahía Blanca, 1940 рік

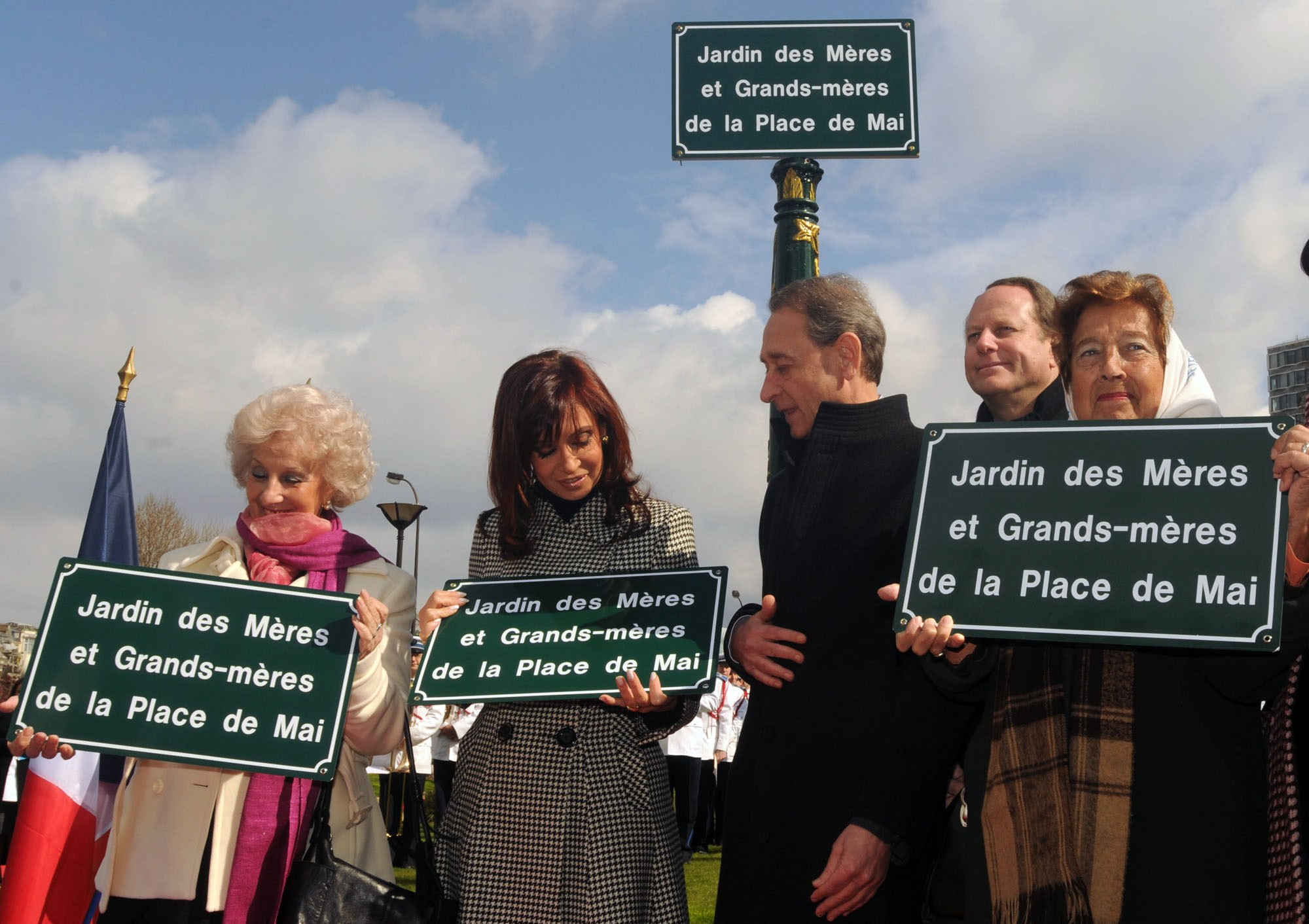
Урочисте відкриття Саду матерів і бабусь Плаза де Майо в Парижі.

Протягом цих двох століть між Францією та Аргентиною вибудовуються унікальні відносини, амплітуду яких можна проілюструвати різноманітністю та інтенсивністю обміну між двома країнами: освітою, наукою, мистецтвом, економікою та будівництвом великих інфраструктур. «Золоті роки» (1880—1930), які впишіть великі імена в сфері архітектури, такі як: Пол Партер, Рене Сергент або Норберт Майлларт, будують одні з найкрасивіших будівель міста, які створнеі з сильним впливом французького смаку того часу., що глибоко позначило пейзаж Буенос-Айреса. Аристократизм «житниці світу» мав дуже міцні зв'язки з Францією щодо їхнього мислення та способу життя. Буенос-Айрес завоював цей заслужений титул " Парижа Латинської Америки ".

### 20 століття
Перша хвиля французів, які прибули в країну, прийшла переважно з південних районів Аквітанії та Піренеїв. Вони вирушили в Бордо до Америки. Французькі баски також становили чисельно важливу групу. У той час як більшість французьких іммігрантів були інтегровані до міського життя в Буенос-Айресі та великих містах країни, існували також проекти колонізації сільського господарства. Найважливіше відбулося в Пігюе (на південному заході провінції Буенос-Айрес) та провінції Чако (департаменти Мейдей та Бермеджо). У колонії Есперанса, заснованій у 1865 році Аароном Кастелланосом, були французькі поселенці разом з німцями та швейцарцями. Інша група французьких іммігрантів оселилася в Обері, Місіонес.

### 21 століття
Двосторонні обміни в 2013 році досягли 1,7 мільйона євро. На капітальні товари припадає 60 % експорту Франції в Аргентину, а продукція, пов'язана з автомобільним сектором, більше третини. Імпорт аргентинської продукції у Францію в 2013 році становив 463 мільйони євро. Вони високо зосереджені в продуктах сільського господарства та харчової промисловості (понад 80 % від загальної кількості, або 373 мільйони євро в 2013 році). Профіцит у торговому балансі Франції склав у 2013 році 774 млн євро. У 2013 році Франція була шостим постачальником Аргентини. Маючи в 2012 році запас прямих іноземних інвестицій (2,4 млн. Євро), Франція є одним з перших інвесторів в Аргентині та імплантувала 250 французьких компаній та груп, що активно працюють у зростанні аргентинців. Це особливо помітно в автомобільному секторі (30 % французького ринку як для Renault, так і для PSA), оптовому продажу (40 % частки ринку), харчовій промисловості (Danone та Bongrain) або енергетичному (газ для Total, Schneider Electric) обладнання. Аргентина — третє регіональне місце для експорту французів, після Бразилії та Мексики, але випереджає Чилі і, в цілому, наш третій торговий партнер.

## Культурні відносини

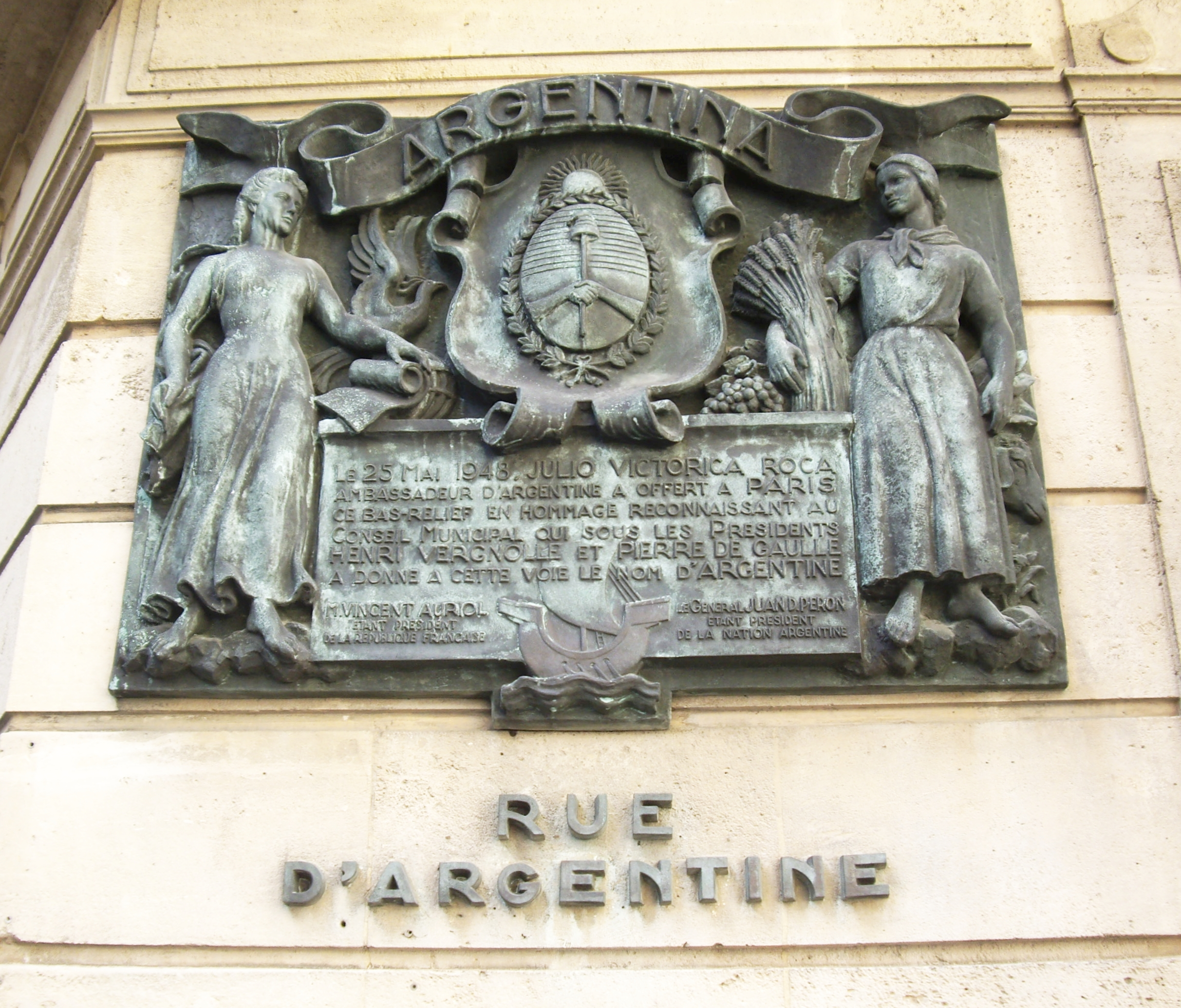
Rue d'Argentine у Парижі.

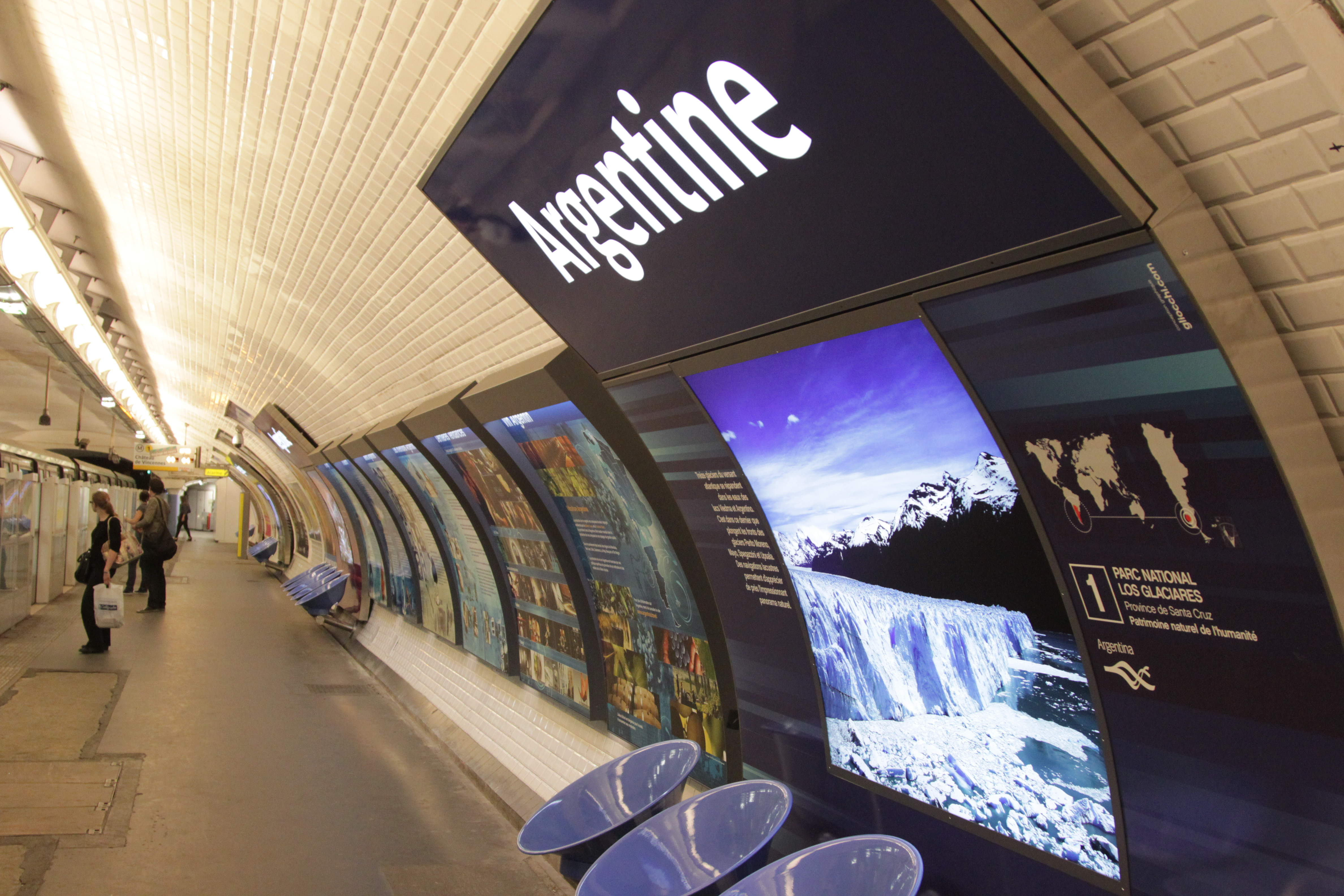
Аргентинський вокзал, Париж Метро 1 лінія.

Французькі іммігранти внесли видатні риси в аргентинську культуру, особливо у відновлення виробництва йерба мате, виробництві вина, цукру (Гілерет). Сантьяго де Ліньє, один з великих героїв історії Аргентини, був французом. Три аргентинські президенти були французького походження: Хуан Мартін де Пуейредрон, Карлос Пеллегріні та Іполіто Ірігойен ; в той час як Алехандро Агустін Ланус був правнуком важливого підприємця з Аквітанії. Інституції французької громади, включаючи Французьку лікарню (Французька лікарня Буенос-Айреса в 2013 році була перейменована в лікарню Сезара Мільштейна), досі діє, і соціалістична група Les Egaux, один із засновників аргентинського робочого руху.
Французькі іммігранти, як Амадео Жак і Пол Гроссак, мали прямий вплив на освіту та аргентинську культуру. Деякі аргентинські міста, такі як Пігее вище, зароджувались колоніями французьких іммігрантів та породжували аргентинсько-французьку місцеву культуру. Карлос Гардель був уродженцем Лангедока та Провансу, східної околиці Окітанії, став визволителем Хіполіто Бушара, який розкинув дизайн прапора Аргентини Центральної Америки та захопив реалістичні вчення в битві за Сан-Лоренцо.

### Архітектура
Буенос-Айрес — місто різноманітного архітектурного впливу, особливо з Італії, Іспанії та Франції. Паризьке чуття Буенос-Айресу в палаці Сан-Мартін, розташованому на вулиці Ареналес 761, натхнене французькою архітектурою 18 століття:

### Лунфардо

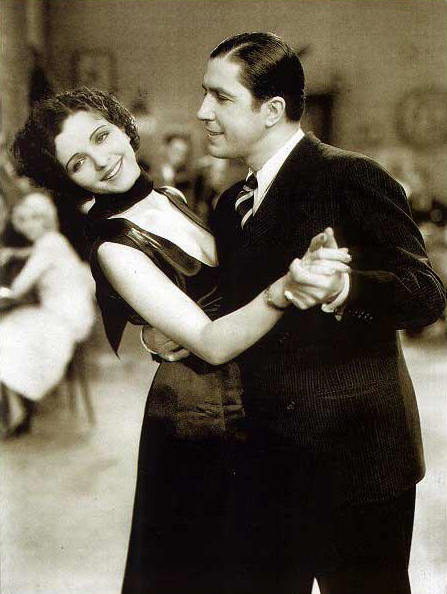
Французько-аргентинський співак Карлос Гардель, найвизначніша фігура в історії танго.

Лунфардо — це арго з іспанської мови, який з'явився в Буенос-Айресі наприкінці 19 століття. Він інтегрував багато слів і виразів з мов та діалектів, якими розмовляють іммігранти, зокрема італійці, іспанці та французи. Лунфардо активно використовувався в ліриці танго. Після 1912 року, коли танго стало популярним у Парижі, французькі вирази були включені в тексти танго і пробилися в Лунфардо. Зараз вона стала невід'ємною частиною розмовної іспанської мови в Аргентині, і деякі з цих слів все ще використовуються щодня.

#### Приклади
- Beguén — розчавити (від французького béguin -crush-)
- Булин — поглиблюється (від французького boulin отвори в стіні dolecote де голуби nest-)
- Буйон — Їжа (від французької бульйони -брод-)
- Калотер — красти (від французького калотера -до красти-)
- Dragonear — Фліртувати (від фр. Draguer —до флірту)
- Fané — Зношений (від французького fané -whedhered-)
- Franelear — пестити, важкого домашнього улюбленця (від французької faire flanelle — їхати до шлюху, не використовуючи жодної жінки)
- Макрос — сутенер (від французького maquereau -pimp-)
- Marote — голова (від французької marotte -стандарт-)
- Рагу — Голод (від франц. Ragoût -stew-)
- Туалет — Ванна кімната (від французьких туалетів — ванна кімната)

### Помітні люди
Культурна, наукова, технічна та академічна співпраця між Францією та Аргентиною є частиною давньої традиції обміну. Криза 2001 року, проте, змінила можливості втручання та співпраці та призвела до переосмислення пріоритетів нашої дії. Вона орієнтована на технічне, наукове та університетське співробітництво, не нехтуючи тим самим нашим мистецьким та аудіовізуальним співробітництвом. Саме ми слідкуємо за еволюцією країни, пропонуючи свій досвід, свою творчість, свій внесок у великі дебати та сприяючи синергії.

#### Наука
- Енріке Ермітт, аргентинський інженер
- Бернардо Хоссей, аргентинський фізіолог, батькам Франції, лауреату Нобелівської премії
- Луїс Федеріко Лелуар, аргентинський лікар та біохімік, лауреат Нобелівської премії
- Алісія Моро де Жусто, аргентинський лікар, французькі батьки

### Академія
- Амеде Жак, аргентинський педагог і філософ походження Франції
- Ернесто Лаклау, політичний теоретик

## Постійні дипломатичні представництва
- Аргентина має посольство в Парижі.[7]
- У Франції є посольство в Буенос-Айресі.[8]